# Совет Министров Казахской ССР (1985)
Список Совета Министров Казахской ССР образованного 28 марта 1985 г. постановлением Верховного Совета Казахской ССР.

## Руководство
1. Председатель Совета Министров Казахской ССР — Назарбаев, Нурсултан Абишевич.
2. Первый заместитель Председателя Совета Министров Казахской ССР — Гребенюк, Василий Андреевич.
3. Заместитель Председателя Совета Министров Казахской ССР — Гукасов, Эрик Христофорович.
4. Заместитель Председателя Совета Министров Казахской ССР — Жёлтиков, Октябрь Иванович.
5. Заместитель Председателя Совета Министров Казахской ССР — Куппаев, Тулеген Байгужевич.
6. Заместитель Председателя Совета Министров Казахской ССР — Коротков, Анатолий Петрович.
7. Заместитель Председателя Совета Министров Казахской ССР — Ахметова, Манура Мергалиевна.
8. Заместитель Председателя Совета Министров Казахской ССР, Председатель Государственного планового комитета Казахской ССР — Мухамед-Рахимов, Тауфик Галеевич.

## Министры
1. Министр внутренних дел Казахской ССР — Платаев, Андрей Георгиевич.
2. Министр высшего и среднего специального образования Казахской ССР — Нарибаев, Купжасар Нарибаевич.
3. Министр геологии Казахской ССР — Чакабаев, Сакен Ержанович.
4. Министр заготовок Казахской ССР — Клевцов, Николай Никитович.
5. Министр здравоохранения Казахской ССР — Алиев, Мухтар Алиевич.
6. Министр иностранных дел Казахской ССР — Исиналиев, Михаил Иванович.
7. Министр культуры Казахской ССР — Еркимбеков, Жексембек.
8. Министр легкой промышленности Казахской ССР — Джомартов, Абдразак Чаушенович. (каз.)
9. Министр лесной и деревообрабатывающей промышленности Казахской ССР — Альдербаев, Молдан.
10. Министр лесного хозяйства Казахской ССР — Зайцев, Анатолий Михайлович.
11. Министр мелиорации и водного хозяйства Казахской ССР — Кипшакбаев, Нариман Кипшакбаевич.
12. Министр монтажных и специальных строительных работ Казахской ССР — Ёжиков-Бабаханов, Евгений Георгиевич.
13. Министр мясной и молочной промышленности Казахской ССР — Новиков, Федор Афанасьевич.
14. Министр пищевой промышленности Казахской ССР — Тымбаев, Бексултан Бекешович.
15. Министр плодоовощного хозяйства Казахской ССР — Джерембаев, Ержепай Ишметович.
16. Министр промышленности строительных материалов Казахской ССР — Бейсенов, Ораз Макаевич.
17. Министр просвещения Казахской ССР — Балахметов, Кажахмет Балахметович.
18. Министр рыбного хозяйства Казахской ССР — Саржанов, Кудайберген.
19. Министр связи Казахской ССР — Байжанов, Сабит Муканович.
20. Министр сельского строительства Казахской ССР — Мусин, Курган Нурханович.
21. Министр сельского хозяйства Казахской ССР — Моторико, Михаил Георгиевич.
22. Министр строительства предприятий тяжелой индустрии Казахской ССР — Макиевский, Николай Михайлович.
23. Министр торговли Казахской ССР — Танцюра, Николай Дмитриевич.
24. Министр финансов Казахской ССР — Бацула, Александр Ефимович.
25. Министр цветной металлургии Казахской ССР — Такежанов, Саук Темирбаевич.
26. Министр энергетики и электрификации Казахской ССР — Казачков, Виктор Тихонович.
27. Министр юстиции Казахской ССР — Досполов, Долда.
28. Министр автомобильного транспорта Казахской ССР — Караваев, Анатолий Родионович.
29. Министр автомобильных дорог Казахской ССР — Бекбулатов, Шамиль Хайруллович.
30. Министр бытового обслуживания населения Казахской ССР — Бейсенов, Саят Дюсенбаевич.
31. Министр местной промышленности Казахской ССР — Мурзагалиев, Гибадулла Мурзагалиевич.
32. Министр социального обеспечения Казахской ССР — Абдрахимова, Дина Ергазиевна.

## Председатели Комитетов
1. Председатель Государственного комитета Казахской ССР по делам строительства — Бектемисов, Анет Иманакышевич.
2. Председатель Государственного комитета Казахской ССР по материально-техническому снабжению — Танкибаев, Жанша Абилгалиевич.
3. Председатель Государственного комитета Казахской ССР по труду — Касымканов, Аубакир Касымканович.
4. Председатель Государственного комитета Казахской ССР по ценам — Накипов, Шаймерден Каппазович.
5. Председатель Государственного комитета Казахской ССР по профессионально-техническому образованию — Бородин Александр Дмитриевич.
6. Председатель Государственного комитета Казахской ССР по телевидению и радиовещанию — Смайлов, Камал Сейтжанович.
7. Председатель Государственного комитета Казахской ССР по кинематографии — Саудабаев, Канат Бекмурзаевич.
8. Председатель Государственного комитета Казахской ССР по делам издательств, полиграфии и книжной торговли — Елеукенов, Шериаздан Рустемович.
9. Председатель Комитета государственной безопасности Казахской ССР — Камалиденов, Закаш Камалиденович.
10. Председатель Государственного комитета Казахской ССР по производственно-техническому обеспечению сельского хозяйства — Егоров, Александр Михайлович.
11. Председатель Государственного комитета Казахской ССР по обеспечению нефтепродуктами — Денисов, Виктор Владимирович.
12. Председатель Государственного комитета Казахской ССР по надзору за безопасным ведением работ в промышленности и горному надзору — Мулькибаев, Орынбасар Мулькибаевич.
13. Председатель Государственного комитета Казахской ССР по газификации — Путинцев, Владимир Александрович.
14. Управляющий делами Совета Министров Казахской ССР — Изюмников, Виктор Карпович.
15. Начальник Центрального статистического управления Казахской ССР — Жумасултанов, Тулеубай Жумасултанович.
16. Начальник Главного территориального управления при Совете Министров, Казахской ССР по строительству в городе Алма-Ате и Алма-Атинской области — Красиков, Юрий Кириллович.
17. Председатель Комитета народного контроля Казахской ССР — Исаев, Борис Васильевич. (В соответствии со статьей 21 Закона Казахской ССР о Совете Министров Казахской ССР в состав Совета Министров Казахской ССР включается председатель Комитета народного контроля Казахской ССР.)